# Mirka
A Mirka szláv eredetű női név, a Miroslava rövid formája,  jelentése: béke, megbecsülés.

## Névnapok
- április 13.

## Híres Mirkák
- Miroslava „Mirka” Vavrinec svájci teniszező

## További keresztnevek
- Magyar névnapok listája dátum szerint
- Magyar névnapok listája betűrendben